# Palazzetto dello Sport (San Martino di Lupari)
Il palasport di San Martino di Lupari è un palazzetto dello sport situato a San Martino di Lupari in provincia di Padova.

## Storia e caratteristiche
Costruito a metà anni 90 su volere dell'amministrazione comunale, l'impianto è dotato di servizi, magazzini, una palestrina e spogliatoi. Il terreno di gioco è completo delle linee che demarcano i campi di pallavolo, pallacanestro e calcio a 5. È inoltre predisposto per ospitare attività di ginnastica artistica.
La capienza massima è di 400 posti a sedere.
Attualmente casa dell'A.S.D. San Martino di Lupari (Serie A1 femminile), il palasport è stato, per oltre un ventennio, teatro della Luparense C5.
Durante le partite di pallacanestro femminile, viene colloquialmente denominato PalaLupe.

## Eventi

### Pallacanestro femminile
- 2014: Opening Day Serie A1
- 15/11/2017: Italia - Croazia (Qualificazioni al Campionato europeo 2019)
- 2019: Coppa Italia
- 2022: Coppa Italia

### Calcio a 5 maschile
- 2001: Coppa Italia di Serie B
- 2007: Supercoppa italiana
- 2008: Supercoppa italiana